# 倉成俊英
倉成 俊英（くらなり としひで、1975年 - ）、佐賀県生まれ。
東京大学機械工学科卒、同大学院中退。2000年電通入社。クリエーティブ局に配属、多数の広告を企画制作。
株式会社Creative Project Base 代表。

## 来歴・人物
広告のスキルを拡大応用し、各社新規事業部とのプロジェクトから、APEC JAPAN 2010や東京モーターショー2011、IMF/ 世界銀行総会2012日本開催の総合プロデュース、佐賀県有田焼創業400年事業など、さまざまなジャンルのプロジェクトをリードする。2014年から、電通社員でありながら個人活動（B面）を持つ社員56人と「電通Bチーム」を組織、社会を変えるこれまでと違う方法やプロジェクトを提供中。2015年には、答えのないクリエーティブな教育を提供する「電通アクティブラーニングこんなのどうだろう研究所」をスタート。バルセロナのMarti Guixeから日本人初のex-designerに認定。2020年7月1日に「Creative Project Base」を設立